# ARN-polymérase II

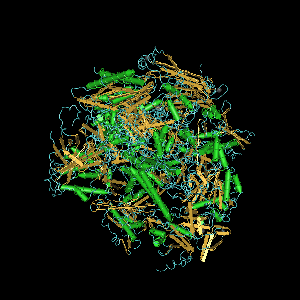
Représentation d'une ARN polymérase II de Saccharomyces cerevisiae.

L'ARN-polymérase II (RNAP II ou Pol II) est une nucléotidyltransférase présente dans les cellules des eucaryotes. C'est l'une des ARN-polymérases de ces organismes, avec l'ARN-polymérase I, l'ARN-polymérase III et l'ARN-polymérase IV. Elle réalise la transcription de l'ADN pour produire l'ARN prémessager et l'essentiel des petits ARN nucléaires et des micro-ARN,. Il s'agit d'un complexe protéique de 550 kDa qui demande un grand nombre de facteurs de transcription afin de se lier au promoteur et commencer la transcription. L'ARN-polymérase II est très sensible à l'inhibition par l'alpha-amanitine (1μg/ml) que l'on trouve dans les champignons du genre Amanita, contrairement à l'ARN-polymérase III qui y est moins sensible et à l'ARN-polymérase I qui y est insensible.
L'ARN polymérase II est constituée de 10 à 12 sous-unités (12 chez la levure et chez l'humain), entre lesquelles diverses interactions ont été identifiées, :
- La sous-unité RPB1 de l'ARN polymérase II ADN-dépendante — Codée chez l'humain par le gène POLR2A et, chez la levure, par le gène RPO21. Il s'agit de la plus grosse sous-unité de l'ARN polymérase II. Elle contient un domaine C-terminal comprenant jusqu'à 52 répétitions d'un motif de sept résidus d'acide aminé Tyr–Ser–Pro–Thr–Ser–Pro–Ser essentiels à l'activité polymérase[6]. Elle constitue, avec d'autres sous-unités, le domaine qui se lie à l'ADN, sous la forme d'une crevasse dans laquelle la matrice d'ADN est transcrite en ARN. Elle interagit fortement avec la sous-unité PRB8[5].

- La sous-unité PRB2 — Il s'agit de la deuxième plus grande sous-unité de l'enzyme. Avec au moins deux autres sous-unités, elle constitue la structure qui maintient en contact, dans le site actif de l'enzyme, la matrice d'ADN et l'ARN nouvellement synthétisé.

- La sous-unité PRB3 — Il s'agit de la troisième plus grande sous-unité de l'enzyme. Elle existe sous forme d'un hétérodimère avec une autre sous-unité de la polymérase, formant un sous-assemblage avec la chaîne POLR2J. Elle interagit fortement avec les sous-unités RPB1-5, 7 et 10-12[5].

- La sous-unité RPB4 (gène POLR2D) — Elle aurait un rôle protecteur contre le stress.

- La sous-unité RPB5 (gène POLR2E) — Chaque ARN-polymérase II en compte deux exemplaires. Elle interagit fortement avec les sous-unités RPB1, 3 et 6[5].

- La sous-unité RPB6 — Avec au moins deux autres sous-unités, elle forme une structure qui stabilise la polymérase sur la matrice d'ADN lors de la transcription.

- La sous-unité RPB7 (gène POLR2G) — Elle pourrait jouer un rôle régulateur. Elle interagit fortement avec les sous-unités RPB1 et 5[5].

- La sous-unité RPB8 (gène POLR2H) — Elle interagit avec les sous-unités RPB1-3, 5 et 7[5].

- La sous-unité RPB9 (gène POLR2I) — Elle constitue, avec la sous-unitéRPB1, la crevasse dans laquelle la matrice d'ADN se loge lors de la transcription.

- La sous-unité RPB10 (gène POLR2L) — Elle interagit avec les sous-unités RPB1-3 et 5, et fortement avec RPB3[5].

- La sous-unité RPB11 — Elle est elle-même constituée de trois sous-unités chez l'humain : POLR2J (RPB11-a), POLR2J2 (RPB11-b) et POLR2J3 (RPB11-c)

- La sous-unité RPB12 (gène POLR2K) — Elle interagit également avec la sous-unité RPB3[5].